# Leos Carax
Leos Carax, pseudonimo di Alex Christophe Dupont (Suresnes, 22 novembre 1960), è un regista, sceneggiatore e attore francese.
Nel 1987 il suo film Rosso sangue ha vinto il Premio Louis-Delluc e, al Festival internazionale del cinema di Berlino, il Premio Alfred Bauer; nel 2012 il suo film Holy Motors ha vinto il Prix de la jeunesse al Festival di Cannes, dove nel 2021 ha vinto il Prix de la mise en scène per Annette.

## Biografia
Leos Carax (all'anagrafe Alex Christophe Dupont) nasce a Suresnes, comune nei dintorni di Parigi, il 22 novembre 1960. È figlio di Joan Osserman-Dopunt, critica cinematografica e giornalista americana, e di Georges Dupont, giornalista franco-americano. Da giovane, il suo percorso scolastico è caotico: "ero abbastanza una canaglia", dirà poi; si guadagna qualche soldo rubando dischi al centro commerciale de La Défence per poi rivenderli ai compagni di liceo, e così facendo si avvicina alla musica, iniziando presto ad adorare David Bowie e Iggy Pop.
Negli anni settanta, mentre frequenta dei corsi all'Università Sorbonne Nouvelle, entra in contatto con il mondo dei Cahiers du cinéma, ma non per molto. Inizia a girare, con pochi mezzi, un suo film, ma il progetto si arena quando, in seguito a un incidente sul set, il ristorante cinese dove stanno girando una scena prende fuoco. Dopo un esordio come critico cinematografico, nel 1980 riesce a realizzare il suo primo cortometraggio, Strangulation Blues, di diciassette minuti, con cui vince il Gran Premio al Festival Internazionale del cinema giovanile di Hyères nel 1981. Il film successivo, Boy Meets Girl (1984), è un lungometraggio che vede protagonisti Denis Lavant e Mireille Perrier. Girato in bianco e nero, viene presentato alla settimana internazionale della critica del Festival di Cannes e porta a Carax il Prix de la Jeunesse e una candidatura come miglior opera prima al premio César. 
Successivamente gira Rosso sangue (1986), con Michel Piccoli, Denis Lavant e Juliette Binoche. Il progetto successivo in cui Carax si cimenta, Gli amanti del Pont-Neuf, lo impegnerà per diversi anni, con varie interruzioni e riprese dovute all'enormità dello sforzo produttivo. Sempre con la presenza sullo schermo di Denis Lavant e Juliette Binoche, alla sua uscita nel 1991 il film riceve una critica tiepida, riuscendo comunque a essere candidato per il premio BAFTA quale miglior film straniero e arrivando nono nelle candidature dei Cahiers du Cinéma per i migliori film. 
Bisognerà attendere il 1999 per l'uscita del sul lungometraggio successivo, Pola X, interpretato da Guillaume Depardieu, Katerina Golubeva e Catherine Deneuve, con musiche di Scott Walker. Unico film del regista che non vede la presenza attoriale di Denis Lavant, quest'opera controversa riceve un'accoglienza tiepida all'uscita in selezione ufficiale al Festival di Cannes del 1999, solo in parte mitigata dalla versione televisiva rieditata che uscirà nel 2002 con il titolo Pierre ou les Ambiguités, come il titolo del libro di Herman Melville da cui il film è tratto. 
Nel 2007, Carax realizza Merde, segmento di Tokyo!, film corale realizzato con Bong Joon-ho e Michel Gondry. Nel 2012 viene presentato in competizione al Festival di Cannes Holy Motors, che esce a distanza di tredici anni dall'ultimo lungometraggio del regista. Il film riceve un'ottima accoglienza di critica e pubblico, nonostante non si aggiudichi nessuno dei premi del prestigioso festival francese. Sempre nel 2012, Leos Carax riceve un Leopardo d'oro alla carriera al festival di Locarno, in Svizzera. Nel 2017 inizia la preparazione del suo sesto lungometraggio, Annette, il suo primo film in lingua inglese, uscito nel 2021. Il cast comprende Adam Driver e Marion Cotillard, accompagnati dalla colonna sonora degli Sparks. Nel  2021, al Festival di Cannes, il film si aggiudica il premio per la migliore regia.

## Filmografia

### Regista

#### Cinema
- Strangulation Blues - cortometraggio (1980)
- Boy Meets Girl (1984)
- Rosso sangue (Mauvais Sang, 1986)
- Gli amanti del Pont-Neuf (Les Amants du Pont-Neuf, 1991)
- Sans Titre - cortometraggio (1997)
- Pola X (1999)
- My Last Minute - cortometraggio (2006)
- Merde, episodio di Tokyo! (2008)
- 42 One Dream Rush - cortometraggio (2010)
- Holy Motors (2012)
- Gradiva - cortometraggio (2014)
- Annette (2021)
- C'est pas moi - cortometraggio (2024)

#### Videoclip
- Carla Bruni Les images (2003)
- Carla Bruni Tout le monde (2003)
- New Order Crystal (Alternative Version) (2005)

### Produttore
- C'est pas moi, regia di Leos Carax - cortometraggio (2024)

### Sceneggiatore
- Strangulation Blues, regia di Leos Carax - cortometraggio (1980)
- Boy Meets Girl, regia di Leos Carax (1984)
- Rosso sangue (Mauvais Sang), regia di Leos Carax (1986)
- Gli amanti del Pont-Neuf (Les Amants du Pont-Neuf), regia di Leos Carax (1991)
- Sans Titre, regia di Leos Carax - cortometraggio (1997)
- Pola X, regia di Leos Carax (1999)
- My Last Minute, regia di Leos Carax - cortometraggio (2006)
- Merde, episodio di Tokyo!, regia di Leos Carax (2008)
- Holy Motors, regia di Leos Carax (2012)
- C'est pas moi, regia di Leos Carax - cortometraggio (2024)

### Attore
- Rosso sangue (Mauvais Sang), regia di Leos Carax (1986)
- King Lear, regia di Jean-Luc Godard (1987)
- Sans Titre, regia di Leos Carax - cortometraggio (1997)
- Namai, regia di Šarūnas Bartas (1997)
- The Process, regia di C. S. Leigh (2003)
- 977, regia di Nikolaj Chomeriki (2006)
- Mister Lonely, regia di Harmony Korine (2007)
- Je ne suis pas morte, regia di Jean-Charles Fitoussi (2008)
- Holy Motors, regia di Leos Carax (2012)
- C'est pas moi, regia di Leos Carax - cortometraggio (2024)

## Riconoscimenti (parziale)
- Festival di Cannes
  - 2021 - Miglior regista per Annette
- Premio César
  - 2022 Miglior regista per Annette
- Premio Lumière
  - 2022 - Miglior regista per Annette